# Montagudet
Montagudet ist eine französische Gemeinde mit 197 Einwohnern (Stand 1. Januar 2022) im Département Tarn-et-Garonne in der Region Okzitanien (vor 2016 Midi-Pyrénées). Sie gehört zum Arrondissement Castelsarrasin und zum Kanton Pays de Serres Sud-Quercy (bis 2015 Lauzerte). Sie grenzt im Nordwesten an Touffailles, im Nordosten an Lauzerte, im Südosten an Saint-Amans-de-Pellagal, im Süden an Montbarla und im Südwesten an Miramont-de-Quercy. Die Bewohner nennen sich Montagudetois.

## Bevölkerungsentwicklung
| Jahr      | 1962 | 1968 | 1975 | 1982 | 1990 | 1999 | 2008 | 2015 |
| --------- | ---- | ---- | ---- | ---- | ---- | ---- | ---- | ---- |
| Einwohner | 255  | 241  | 212  | 215  | 216  | 193  | 174  | 194  |

## Sehenswürdigkeit

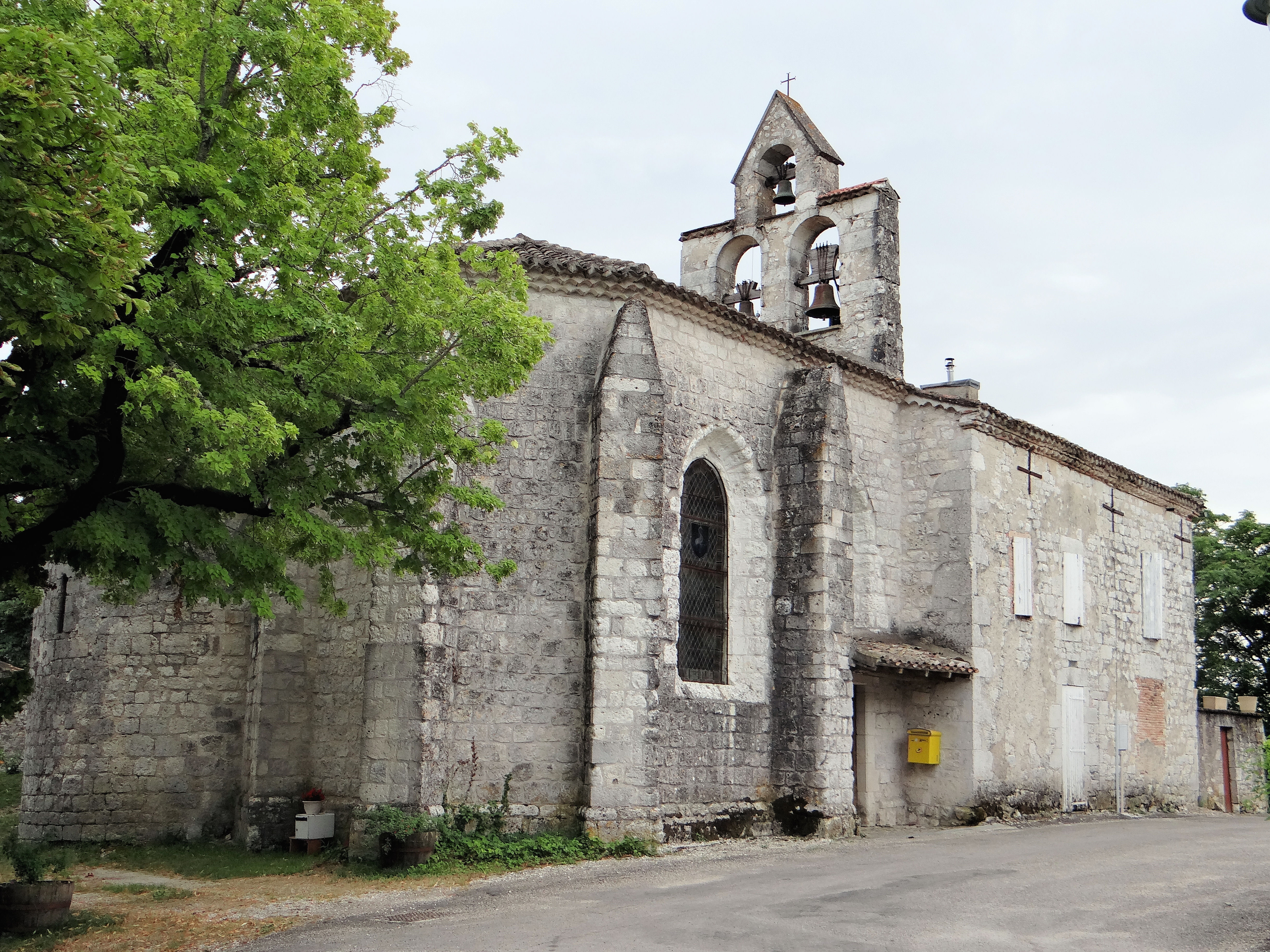
Kirche Saint-Sulpice-de-Bourges

- Kirche Saint-Sulpice-de-Bourges